# 콘라이브
콘라이브(KonLive)는 2006년에 설립됐으며, 에이콘이 사장이며, 그를 필두로 레이디 가가, 칼디널 어피셔, 콜비 오 도니스 등의 알엔비 & 힙합뮤지션이 소속되어 있다. 또한 라이브, 콘서트등의 공연을 관리하고 있다.

## 같이 보기
- 컨빅 뮤직은 또다른 레이블이다.